# Peter Böhlke (Schauspieler)
Peter Böhlke (* 3. August 1926 in Danzig) ist ein deutscher Schauspieler.

## Leben
Der Sohn eines Hochschulprofessors wuchs in Dresden auf. Dort besuchte er nach dem Abitur die Schauspielschule der Akademie für Musik und Theater. 1948 gab er sein Debüt am Nationaltheater Weimar.
In Weimar verkörperte er 1948/49 Damis in Tartuffe, Brackenburg in Egmont und Derwisch in Nathan der Weise. 1950 spielte er Pylades in Iphigenie auf Tauris am Landestheater Dessau. Von 1951 bis 1953 war Böhlke am Staatstheater Dresden engagiert. Von 1953 bis 1956 gehörte er zum Ensemble der Städtischen Bühnen Magdeburgs. Hier übernahm er die Titelrolle in Der junge Gelehrte und die des Goring in Ein idealer Gatte.
1956 wechselte er in die Bundesrepublik. Von 1956 bis 1961 war er am Theater Ulm tätig. Zu seinen Rollen gehörten Leicester in Maria Stuart, Don Camillo in Paul Claudels Der seidene Schuh, Riccaut de la Marlinière in Minna von Barnhelm, Wehrhahn in Der Biberpelz und Lucio in Maß für Maß.
1961 wurde er freischaffender Schauspieler und arbeitete vorwiegend an seinem neuen Wohnsitz München. 1961 stellte er Antonio in Der Kaufmann von Venedig am Deutschen Theater München dar. 1966/67 spielte er in allen neun Folgen der 3. Hesselbach-Staffel den Bürgermeister Sulzmann. An der Kleinen Komödie sah man ihn ab 1967 vorwiegend in Boulevardstücken. Er mimte unter anderem Robert in Terence Frisbys Ein Mädchen in der Suppe, Jacques in Der vielgeliebte Herr Brotonneau von Robert de Flers und Armand de Caillavet sowie Oberst Pickering in Pygmalion. Gleichzeitig begann Böhlke eine lang andauernde Karriere als Film- und Fernsehschauspieler.

## Filmografie
- 1963: Der Hexer
- 1964: Das ist Stern schnuppe: Falschgeld
- 1964: Karl Sand
- 1964: Nach Ladenschluß
- 1964: Asmodée
- 1964: Happy-End am Wörthersee (Happy-End am Attersee)
- 1964: Kommissar Freytag, (Fernsehserie, Folge Hunde, die bellen…)
- 1965: Kommissar Freytag (Folge Nachtleerung null Uhr dreißig)
- 1965: Der seidene Schuh (Fernsehserie)
- 1965: Der Nebbich
- 1967: Das Kriminalmuseum (Fernsehserie, Folge Die Reisetasche)
- 1967: Herr Hesselbach und …
- 1967: Der Schpunz
- 1968: Detektiv Quarles (Fernsehserie)
- 1969: Eine Frau ohne Bedeutung
- 1969: Der Kommissar (Krimiserie, Folge Keiner hörte den Schuß)
- 1969: Hannibal Brooks
- 1969: Herzblatt oder Wie sag ich’s meiner Tochter?
- 1970: Der Kurier der Kaiserin (Fernsehserie, Folge Die Sache mit Palapolo)
- 1971: Mache alles mit
- 1971: Hausfrauen-Report 2
- 1972: Liebesspiele junger Mädchen
- 1972: Die liebestollen Apothekerstöchter
- 1972: Massagesalon der jungen Mädchen
- 1973: Mordkommission (Krimiserie, Folge Gesellschaftsspiel)
- 1973: Sylvie
- 1974: Magdalena – vom Teufel besessen
- 1974: Der Kommissar (Krimiserie, Folge Der Segelbootmord)
- 1974: Schulmädchen-Report. 7. Teil: Doch das Herz muß dabei sein
- 1974: Der kleine Doktor (Fernsehserie, Folge Das Mädchen in Himmelblau)
- 1975: Derrick (Fernsehserie, Folge Nur Aufregungen für Rohn)
- 1976: Freiwillige Feuerwehr
- 1977: Schulmädchen-Report. 11. Teil: Probieren geht über Studieren
- 1977: Der Alte (Fernsehserie, Folge Blütenträume)
- 1978: Hausfrauen-Report 6: Warum gehen Frauen fremd?
- 1979: Die Farbe des Himmels
- 1979: St. Pauli-Landungsbrücken – Der Runner
- 1981: Der Spot oder Fast eine Karriere
- 1981: Ein Fall für zwei (Fernsehserie, Folge Der Erbe)
- 1981: Derrick (Krimiserie, Folge Das sechste Streichholz)
- 1983: Die wilden Fünfziger
- 1984: Kassensturz
- 1984: Derrick (Folge Gangster haben andere Spielregeln)
- 1987: Das Haus im Nebel
- 1987: Hans im Glück
- 1988: Unter Palmen
- 1990: Ex und hopp – Ein böses Spiel um Liebe, Geld und Bier
- 1990: Lauter nette Nachbarn (Fernsehserie)
- 1991: Zwei Münchner in Hamburg (Fernsehserie, Folge S2/E9 Medaillen für den Michel)
- 1991: Toto der Held (Toto le héros)
- 1992: Verspekuliert (Fernsehreihe Tatort)
- 1994: Keiner liebt mich
- 1994: Familie Heinz Becker (Fernsehserie, Folgen In der Galerie, Herzlich Willkommen, die Direktion)
- 1995: Peter Strohm (Fernsehserie, Folge Natascha)
- 1996: Das Mädchen Rosemarie
- 1997: Teneriffa – Tag der Rache
- 1997: Duell zu dritt (Serie)
- 1997: Kalkuliertes Risiko
- 1998: SOKO 5113 (Krimiserie, Folge Der Sündenbock)
- 2002: Die Kristallprinzessin
- 2003: Rosamunde Pilcher: Gewissheit des Herzens (Fernsehreihe)